# 민중을 이끄는 자유의 여신
《민중을 이끄는 자유의 여신》(프랑스어: La Liberté guidant le peuple 영어: Liberty Leading the People)은 외젠 들라크루아가 프랑스 7월 혁명을 기념하기 위해 1830년에 그린 그림으로, 1789년에 벌어진 프랑스 혁명을 그려낸 작품으로 오해받는 경우가 많다.
그림 가운데에는 자유를 상징하는 여성이 프리기아 모자를 쓰고 가슴을 노출한 채, 한 손에는 프랑스 국기(프랑스어: La Tricolore)를 다른 손에는 총검을 휘두르며 뒤따르는 사람들을 이끌고 있다. 간혹 이 여성을 프랑스와 공화국의 상징 마리안으로 해석하기도 한다. 들라크루아의 작품 중 가장 유명한 그림이며, 현재 루브르 박물관에 전시되어 있다.

## 상세
들라크루아는 자유라는 개념을 알레고리화된 여신인 동시에 민중의 강인한 여성으로 묘사하였다. 시체와 잔해더미는 맨발과 가슴을 노출한 '자유'가 캔버스 너머 관람객의 공간으로 걸어들어가는 받침대의 역할을 하고 있다. '자유'가 쓰고 있는 프리기아 모자는 1789년 프랑스 혁명 당시 자유를 상징하는 것이기도 했다. 프랑스 혁명이 낭만주의 시대의 시작이었다면 이 그림은 낭만주의의 종식이었다고 해석하는 미술사학계의 평가가 많다.
'자유'를 뒤따르는 시위자들은 다양한 사회계층을 대표하고 있다. 그 중에는 귀족의 실크해트를 쓴 부르주아 계급의 남자, 이각모를 쓴 학생, 그리고 권총을 든 소년으로 표현된 도시 노동자 내지는 혁명주도자도 있다. 이들의 공통점은 치열함과 결의로 가득찬 눈빛이다. 작중 '자유'가 들고 있는 삼색기 외에도 저 멀리 노트르담 대성당의 탑에 걸려 있는 삼색기가 뚜렷하게 보이고 있다.
실크해트를 쓴 남자에 관해서는 실존인물이라는 설도 있으며 그 정체에 관해서도 논란이 제기되고 있다. 한때 들라크루아의 자화상이라는 설도 있었으나 오늘날 학계에서는 이를 부정하고 있다. 19세기 후반에는 연극감독 에티엔 아라고를 모델로 삼았다는 설도 제기되었고, 훗날 루브르 박물관의 큐레이터가 되는 프레데리크 비요라는 설도 있으나, 정확히 누구인지에 관한 학계의 합의는 이뤄지지 않았다.
인물들 가운데 몇몇은 삽화가 니콜라스 샤를레의 작품에서 따왔다는 해석도 존재한다. 니콜라스 샤를레는 당시 파리 시민들의 독특한 생동감을 잘 살려냈다는 평가를 받는 당대 인기 화가로서 들라크루아가 참고하지 않을 수 없었다는 평가다.

## 역사

### 제작

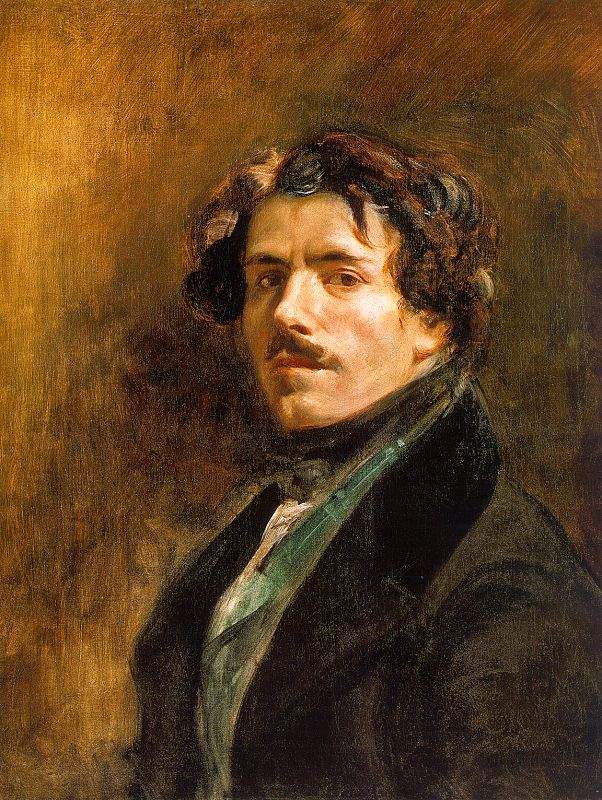
외젠 들라크루아의 《자화상》 (1837년)

그림을 그릴 당시 들라크루아는 낭만주의 시대를 이끄는 대표적인 프랑스 화가였다. 들라크루아의 시대는 계몽주의가 탄생하던 시점으로 낭만주의 사상과 양식에 영향을 주었다. 또 그는 정확한 묘사를 요구하는 당대 아카데믹 미술의 사조를 거부하고 자유로운 붓질을 특징으로 삼았다.
들라크루아가 이 그림을 그린 시기는 정황상 1830년 가을 즈음으로 보인다. 1830년 10월 21일 들라크루아는 동생에게 보낸 편지에서 "작업에 집중하는 것으로 나쁜 기분을 없애보려 하고 있어. 그림 소재는 현대적인 소재, 바리케이드에 손대어 보려고 한단다. 조국을 위해 싸우지 않았다면 최소한 조국을 위해 그림을 그려야 하겠지"라며 그림을 그리게 된 동기를 밝혔다. 들라크루아의 신작은 1831년 파리 살롱에서 처음 전시되었다.

### 입수와 전시
1831년 프랑스 정부에서 3,000프랑의 가격으로 구입하였다. 당시 7월 혁명으로 왕위에 오른 시민왕 루이 필리프 1세의 혁명적 면모를 상기시키기 위해 뤽상부르궁의 왕좌실에 걸어두려는 목적으로 구입한 것이었다. 그러나 실제로 왕좌실에 걸리지는 못한 채 수 개월 동안 뤽상부르궁의 박물관 갤러리에 걸려 있다가, 1832년 6월 봉기 이후 그림 속에 담긴 정치적 메시지가 혁명에 동조한다는 이유로 철거되어 원작자 들라크루아에게 돌아갔다. 당시의 상황을 알베르 부아메 (Albert Boime)는 다음과 같이 기록하고 있다.
1848년 8월 샹플뢰리는 "혁명적인 느낌이 과하다는 이유로 다락방에 숨겨졌다"는 기록을 남겼다. 루이 필리프 국왕의 내무부가 좌파의 상징으로서 구입하였지만서도, 1832년 6월 라마르크의 장례식에서 봉기가 벌어진 이래 나쁜 본보기가 될 것을 두려워하여 다시는 공개적으로 전시되지 못했던 것이다.
이에 들라크루아는 그림의 안전한 보관을 위해 이모 펠리시테 (Félicité)에게 맡길 것을 정부로부터 승인받았다. 1848년 프랑스 혁명 이후 프랑스 제2공화국이 수립된 것을 기념하여 잠깐 전시되었으며, 이후 프랑스 제2제국 시기인 1855년 파리 살롱에 다시금 전시되었다. 프랑스 제3공화국 시대에 이르러 마침내 1874년 파리 루브르 박물관의 소장품이 되었다.
1974년 미국 독립 200주년을 기념하여 뉴욕 메트로폴리탄 미술관과 디트로이트 미술관에서 기획한 특별전 〈프랑스 회화 1774-1830: 혁명의 시대〉 (French Painting 1774-1830: The Age of Revolution)에 대여 전시되어 이듬해 1975년까지 미국 관람객들을 찾았다. 당시 들라크루아의 작품과 더불어 희귀 회화작품 148점이 프랑스를 떠나 미국으로 건너왔다. 전시는 총 3차례에 걸친 순회전시로 기획되었으며 1974년 11월 16일~1975년 2월 3일 파리의 그랑팔레, 1975년 3월 5일~5월 4일 미국 디트로이트, 1975년 6월 12일~9월 7일 미국 뉴욕에서 전시가 열렸다.
1999년 일본에서 프랑스의 해를 맞이하여 기획된 도쿄 국립 박물관 특별전을 통해 다시 한번 대여전시가 성사되었다. 당시 그림의 크기가 보잉 747의 수용공간을 넘어섰던 관계로 전용기인 에어버스 벨루가를 동원, 보호장치와 진동방지 처리가 된 특수 가압 용기로 포장하여, 바레인과 인도 캘커타를 거쳐 일본 도쿄로 건너왔다.
2012년 파드칼레주 랑스에 위치한 루브르 박물관의 분관인 루브르랑스로 이전되었다. 2013년 2월 7일 루브르랑스의 한 방문객이 그림을 훼손하는 사건이 벌어졌다. 범인은 28세의 여성으로 그림에 'AE911'이란 글귀를 썼다고 전해졌으며 보안요원과 방문객에 의해 즉시 체포되었다. 사건 다음날 루브르 박물관 관계자들이 원화를 손상시키지 않은 채로 두 시간에 걸쳐 복원작업에 나서 글귀를 제거, 그 날 아침에 전시를 재개했다고 알려졌다.

## 같이 보기
- 자유, 평등, 우애
- 마리안